# Nécropole nationale française du Petit Lac
 (avril 2015).
Si vous disposez d'ouvrages ou d'articles de référence ou si vous connaissez des sites web de qualité traitant du thème abordé ici, merci de compléter l'article en donnant les références utiles à sa vérifiabilité et en les liant à la section « Notes et références ».
La nécropole nationale française du Petit Lac à Oran (Wilaya d'Oran) fut créée le 9 mars 1966 afin de regrouper, en un même lieu, les sépultures militaires françaises de la guerre d'Algérie, éparpillées sur le territoire algérien nouvellement indépendant.

## Historique
Avant l’indépendance de l'Algérie, l’entretien des sépultures militaires en Algérie était confié au Souvenir français. Après la signature des accords d'Évian, le 22 mars 1962, il devint matériellement impossible à l’association de poursuivre sa tâche. Il fut décidé alors que la sauvegarde et l’entretien des sépultures militaires incomberaient désormais à l’État français.
Un recensement des tombes débuta en 1963 et leur regroupement dans une nécropole nationale fut décidé. Le choix du ministre des Anciens Combattants Jean Sainteny se fixa sur le site du cimetière du Petit Lac à Oran.
Les opérations de regroupement s’effectuèrent en trois phases : en 1965, furent regroupés 3 264 corps. En 1966, 2 978 corps supplémentaires furent regroupés. La troisième phase s’acheva en 1968 avec le transfert de 4 500 dépouilles.
Chaque corps identifié reçut une tombe individuelle ; les corps non-identifiés furent déposés en ossuaire.

## Caractéristiques
Le site fut totalement réaménagé par l’architecte Acérès.
Le cimetière du Petit Lac rassemble 13 100 dépouilles en ossuaire et 3 690 sépultures individuelles. Depuis 1971, onze columbariums recueillent les restes de civils transférés de 83 cimetières isolés en Algérie.
Il existe également dans ce cimetière un carré britannique.